# Andropogon arctatus
Andropogon arctatus là một loài thực vật có hoa trong họ Hòa thảo. Loài này được Chapm. mô tả khoa học đầu tiên năm 1878.